# Metacranaus
Metacranaus is een geslacht van hooiwagens uit de familie Cranaidae.
De wetenschappelijke naam Metacranaus is voor het eerst geldig gepubliceerd door Roewer in 1913. 

## Soorten
Metacranaus is monotypisch en omvat slechts de volgende soort:
- Metacranaus tricalcaris